# Arenaria pycnophylla
Arenaria pycnophylla är en nejlikväxtart som beskrevs av Paul Rohrbach. 
Arenaria pycnophylla ingår i släktet narvar och familjen nejlikväxter. Inga underarter finns listade i Catalogue of Life.